# 土皇帝校長
土皇帝校長是教育界的貶稱或嘲諷，源自2000年間中國大陸的互聯網用語，用來形容校長在校園內擁有極高權力、獨斷專行、忽略學生和教師權益的現象。

## 詞源
「土皇帝」是以封建時代的皇帝統治方式作比喻，形容割據一方、鞭長莫及或不接受中央政府指揮、擅作威福且擁有獨立兵權、徵稅權、行政權和司法權的地方首長，如邊疆、離島、自治區、殖民地或外飛地的長官、執法單位、稅關或其他在地方上有勢力的人物。自古以來被比喻為「土皇帝」的人物包含諸如諸侯、封疆大臣、太守、刺史、都督、都護 、節度使、轉運使、都指揮使、按察使、布政使、督撫、知府、縣令（含知事、縣市長）、土司、印度的土邦、部落的酋長、西方世界的州督、省督、殖民地總督、行政長官、高級專員、租借地領事；日本幕府時代的守護大名與藩主、遠國奉行與代官，以及近世常見的軍閥、營區司令、掌管民間司法的法官（庭長、審判長）、警局分局長和派出所所長、典獄長、稱霸地方的黑社會（含恐怖組織、毒梟、惡霸）、鄉紳（地方派系政治世家如民代和村里長等）、地主以及企業體系中分公司的主管等，這些人在地方上或區域上皆為擁有雄厚權力與聲望的重要人物。該詞彙亦用以指稱校長在校園內權力過度集中，很少接受他人的意見，採取自我為中心及獨裁的方式，憑借地位和權勢對學校內的事務進行任意支配。

## 釋義
「土皇帝校長」一詞反映學生、家長、老師、校友對學校管理者權力濫用的擔憂、制約和監督；對建立遵循公平民主學校管理的期望；凸顯出學校管理者在決策過程中的缺乏透明度和參與權等問題。

## 各地案例

### 中國大陸
2000年-2020年間，中國大陸發生多個教育官員及校長政治腐敗的報導
。

### 香港
2004年，《教育條例》規定，所有津貼學校推行「校本條例」管理政策，須成立法團校董會，成員包括辦學團體校董、屬當然成員的校長，以及必須包括教員、家長和校友校董，並需符合特定席數比例。
教師、家長、校友校董必須透過公平選舉方式加入法團校董會，並享有與其他校董相同的參與權、發言權和投票權。
校本管理賦予學校在日常運作中享有更大的靈活性與自主權，本意為靈活管理校政的制度，由於權力過度集中於辦學團體校董導致包庇校長。
2019年社交網絡出現一個名為「香港教育正義聯盟」所作調查而制成的「全港土皇帝校長排名榜」，有20多名中小學校長上榜。此名單的收集數據方法是用「谷歌」問卷填上舉報對象的姓名，學校及相關資料。

### 台灣
2017年，國立政治大學發現畢業紀念冊中介紹校長的頁面被加註「土皇帝」三字。事件在網上引發熱議，校方強調「校方會尊重學生的言論自由」。
2021年，國立台北教育大學召開教評會，針對「社會與區域發展學系」教師的聘任案進行投票，會中有委員質疑該名教師專長不符合學系需求，有委員質疑校長陳慶和造成投票不公平。

## 流行文化
2019年，香港ViuTV電視劇《教束》，劇中有關校長為自身利益妄顧校內的師生

## 另見
- 土皇帝
- 空降校長
- 中國教育
- 香港教育
- 香港教育政策問題
- 台灣教育
- 裙帶關係

## 資料來源
1. ↑  .   [2023-08-15]. （原始内容存档于2023-08-15）.
2. ↑  .   [2023-08-26]. （原始内容存档于2021-06-30）.
3. ↑  .   [2023-08-13]. （原始内容存档于2022-05-03）.
4. ↑  .   [2023-08-13]. （原始内容存档于2023-03-20）.
5. ↑  .   [2023-08-15]. （原始内容存档于2023-08-15）.